# Communicatieve planning
Communicatieve planning is een planologische benadering die streeft naar het bijeenbrengen van belanghebbenden (stakeholders) in een proces om gezamenlijk besluiten te nemen op een manier die de posities van alle betrokken partijen eerbiedigt. Planologen noemen deze benadering ook wel collaboratieve planning of het collaboratieve-planningmodel.

## Geschiedenis en theorie
De communicatieve-planningtheorie is gevormd sinds de jaren 1970 op grond van een aantal uitgangspunten. Deze uitgangspunten omvatten de notie dat communicatie en redenering diverse vormen kunnen aannemen, dat kennis sociaal geconstrueerd is en dat de verscheidene belangen en voorkeuren van mensen voortkomen uit hun sociale contexten. Communicatieve theorie grijpt tevens terug op Foucauldiaanse machtsanalyses omdat ervan wordt uitgegaan dat machtsverhoudingen in de praktijk bestaan en mogelijk onderdrukkend werken voor individuen. Specifiek voor een gemeenschap en de planologie stelt de communicatieve theorie dat de handelingen, woorden, ervaringen en communicatiestijl van planologen invloed hebben op het betreffende planningproces. Ten slotte behelst communicatieve planning het idee dat planologie zich afspeelt binnen de alledaagse praktijk en sociale relaties, en dat consensusvorming gebruikt kan worden om gedachten van mensen te organiseren waardoor men traditionele besluitvormingsmethoden voorbijstreeft.
In de jaren 1990 begonnen enkele planologen met het schrijven over een nieuwe theoretische benadering die afstand nam van de heersende rationele planologische benadering. Judith Innes gebruikte de term communicatieve planning voor de eerste maal in haar artikel Planning Theory’s Emerging Paradigm: Communicative Action and Interactive Practice. Innes poogde de kloof te overbruggen tussen planologische theorieën en planologie in de praktijk. Consensusvorming zou een hulpmiddel zijn voor planologen om een collaboratieve (samenwerkende) en betrokken planologische omgeving te scheppen die de verschillende belanghebbenden de kans biedt te participeren.
In dezelfde periode publiceerde ook Patsy Healey een aantal planologisch-theoretische teksten die communicatieve en collaboratieve planning exploreerden. Gebruikmakend van de theorie van Jürgen Habermas in het bijzonder, richtte Healeys werk zich op de gevolgen van communicatieve handelingen (gesproken of geschreven) op een planningproces in een gemeenschap. Healey bouwde ook voort op het werk van planoloog John F. Forester en economisch geograaf Bent Flyvbjerg, die beiden de Habermasiaanse communicatie- en machtsstructuren onderzoeken in hun planologische werk.

## Communicatief proces en hulpmiddelen
In een communicatief planningproces spelen planologen een veeleer faciliterende rol. Zij handelen veelal als ´kennisbemiddelaar en –makelaar´ om te helpen met het herkaderen van problemen, zodat creatief denken over mogelijke oplossingen wordt bevorderd.
Gedurende dit proces dient informatie collectief geproduceerd te worden door het gehele scala aan belanghebbenden voor wie de uitkomsten van het planningproces gevolgen hebben. Met name bij het onderhandelen over de probleemdefinitie en de oplossing is gezamenlijke betrokkenheid belangrijk. Oplossingen voor conflicten onder belanghebbenden kunnen hiermee herkaderd worden als win-winsituatie in plaats van de nulsom-mentaliteit die optreedt wanneer belanghebbenden deelnemen vanuit hun eigen vastomlijnde belangen. Consensusvorming is een belangrijk onderdeel van dit collectieve proces van betekenisvorming, aangezien informatie wordt bediscussieerd en gevalideerd binnen de groep belanghebbenden. Dit resulteert in informatie die meer significantie bevat voor de groep.
Om consensusvorming mogelijk te maken dient macht gelijkelijk verdeeld te zijn onder de belanghebbenden, zodat zij gelijkwaardig zijn in het proces. Openheid en vertrouwen zijn cruciaal voor consensusvorming. De doelstellingen, posities en onderliggende aannames van deze belanghebbenden moeten in acht worden genomen, evenals de onzekerheden over toekomstige omstandigheden zoals bevolkingsgroei en besluiten die samenhangen met andere besluiten. Belanghebbenden dienen op de hoogte te zijn van deze informatie omdat het hun helpt in het verminderen van vooringenomenheid, alsook in het blootleggen van conflicten tussen de onderliggende waarden van de belanghebbenden. Door deze brede verzameling informatie kunnen overeenkomsten tussen de diverse belanghebbenden aan het licht komen zodat de consensus wordt bevorderd. Deze werkwijze is echter geen garantie voor consensusvorming, omdat de posities te ver uiteen kunnen liggen. Om het hoofd te bieden aan de uitdagingen die ontstaan uit sterk uiteenlopende posities en de toenemende complexiteit van de vereiste analyse, zijn nieuwe collaboratieve modellen nodig die uitgaan van diverse principes van conflictmanagement.

## Uitdagingen en kritiek
Kritiek op Innes, Healey en communicatieve planning richt zich op de planningprocessen en de –uitkomsten.
Oudere kritiek plaatst kanttekeningen bij het streven naar consensus als waardevol doel, aangezien kritieke planologische beslissingen vaak stapsgewijs worden genomen.
Ook focust de oudere kritiek op de machtsgerelateerde vraag wie de macht heeft om belanghebbenden in of uit te sluiten en in hoeverre belanghebbenden hun macht zullen inzetten om het proces van consensusvorming te manipuleren. Bovendien wordt gesteld dat communicatieve planningprocessen tot weinig praktische uitkomsten leiden, omdat er eerst politieke en institutionele verandering nodig is.
Nieuwere neoliberale kritiek stelt dat collaboratieve planning een manier is om grotere politieke en institutionele systemen te behouden, terwijl er een proces wordt gevormd dat het publiek slechts schijnbaar beter vertegenwoordigt. Collaboratieve planning wordt door deze kritische invalshoek gezien als een manier om neoliberalen in politieke en machtssystemen het behouden, in plaats van het doorvoeren van werkelijke veranderingen in het governancesysteem.